# Santa (Philippines)
Santa est une municipalité de 4e classe située dans la province d'Ilocos Sur aux Philippines. Selon le recensement de 2010 elle est peuplée de 15 106 habitants.

## Barangays
Santa est divisée en 26 barangays.
- Ampandula
- Banaoang
- Basug
- Bucalag
- Cabangaran
- Calungboyan
- Casiber
- Dammay
- Labut Norte
- Labut Sur
- Mabilbila Sur
- Mabilbila Norte
- Magsaysay District (Poblacion)
- Manueva
- Marcos (Poblacion)
- Nagpanaoan
- Namalangan
- Oribi
- Pasungol
- Quezon (Poblacion)
- Quirino (Poblacion)
- Rancho
- Rizal
- Sacuyya Norte
- Sacuyya Sur
- Tabucolan